# King's Company
La Compañía del rey (King's Company) era una de las dos compañías a las que se concedió el derecho de montar producciones teatrales en Londres al comienzo de la Restauración inglesa. Existió desde 1660 hasta 1682.
El 21 de agosto de 1660, el rey Carlos II otorgó a Thomas Killigrew y William Davenant licencia en la forma de un "privilegio" temporal para formar compañías de actores (Milhous 4). La Compañía del rey, de Killigrew fue apoyada por el propio rey Carlos; la compañía de Davenant, Duke's Company bajo la del hermano del rey, Jacobo, por entonces Duque de York. Los privilegios temporales fueron seguidos, años más tarde, por la patente real, librada el 25 de abril de 1662 en el caso de Killigrew (Milhous 4), iniciando así un monopolio hereditario sobre los teatros para los titulares de patentes. 
Entre sus primeros actores, la Compañía del rey contó con muchos de los más experimentados de la época que aún estaban en activo: Michael Mohun, Charles Hart, John Lacy, Edward Kynaston, Walter Clun, y Thomas Betterton formaron parte del grupo inicial (Milhous 8). Betterton sería "seducido" por la Duke's Company el 5 de noviembre de ese mismo año, no mucho antes de que el Lord Chamberlain impartiera órdenes prohibiendo semejantes transferencias de una compañía a la otra (Milhous 8). Estas órdenes debieron constar también en las patentes de 1662.
Según Milhous (p. 4), los motivos de Killigrew para dedicarse a esta empresa teatral eran más monetarias que artísticas. Durante la mayor parte de los años 1660, no parece que fuera un director en el sentido de atención cotidiana a los asuntos de la compañía: parece que esto lo delegaba en actores veteranos entre los que estaban Hart, Lacy, y Mohun (Milhous 12). Killigrew no controlaba los aspectos artísticos, y probablemente no fuera capaz de ello. 
El primer local permanente para la King's Company fue el Gibbon's Tennis Court; en 1663, en respuesta al desafío que resultaba el más avanzado teatro de la Compañía del Duque, en Lisle's Tennis Court, Killigrew construyó y abrió el Teatro del Rey, hoy Teatro Real, Drury Lane. Este ardió en 1672 y fue reconstruido y reabierto en 1674. Killigrew vendió la mayor parte de sus participaciones en la compañía a principios de los años 1670. En 1682, se unieron las dos compañías: la del Rey y la del Duque, para crear la United Company, bajo el liderazgo de la gente de la Compañía del Duque. 